# Ītang
Ītang är en ort i Etiopien.   Den ligger i regionen Gambela Hizboch, i den västra delen av landet, 500 km väster om huvudstaden Addis Abeba. Ītang ligger 428 meter över havet och antalet invånare är 3 601.
Terrängen runt Ītang är platt. Runt Ītang är det glesbefolkat, med 14 invånare per kvadratkilometer. Det finns inga andra samhällen i närheten. Omgivningarna runt Ītang är huvudsakligen savann.